# Embargo del 1807
Con il termine embargo del 1807 si indica una serie di leggi adottate dal Congresso degli Stati Uniti nel 1807 con le quali gli Stati Uniti d'America si proclamarono neutrali, non intervenendo durante le guerre napoleoniche.
Nei primi anni del 1800, la flotta mercantile statunitense cresceva. Durante le guerre napoleoniche, Gran Bretagna e Francia, in guerra tra di loro, cercavano di sfruttare le navi statunitensi come mezzo per mettere in difficoltà la nazione rivale. I mercanti statunitensi che commerciavano con una delle due nazioni rischiavano di vedersi sequestrate le navi dalla marina militare della nazione avversa. La British Royal Navy, inoltre, procedeva all'arruolamento forzato (l'impressment) dei marinai statunitensi nati in Gran Bretagna o che avevano lavorato su navi inglesi, anche se al presente erano cittadini statunitensi a tutti gli effetti, con regolari documenti. Incidenti come quello Chesapeake–Leopard indignarono gli americani.
Il Congresso degli Stati Uniti impose un embargo come risposta a questa serie di eventi. Il presidente Thomas Jefferson agì prudentemente, soppesando l'appoggio interno a possibili atti di rappresaglia, e riconobbe che gli Stati Uniti erano militarmente troppo inferiori sia alla Gran Bretagna sia alla Francia. Propose al Congresso di rispondere con ritorsioni commerciali, un'azione che piaceva a Jefferson sia perché era innovativa sia perché poteva indebolire i suoi oppositori interni, a prescindere dall'effetto che avrebbe avuto sulle due nazioni europee. I seguaci di Jefferson erano maggioranza al Congresso e concordarono su una legge, promulgata il 22 dicembre 1807.

L'embargo si rivelò un completo fallimento. Non migliorò in alcun modo la situazione diplomatica degli Stati Uniti, mostrò la debolezza americana e la mancanza di armi di dissuasione, ebbe un effetto negativo sull'economia interna mentre non influenzò quelle europee, e provocò forte tensioni politiche interne. La legge fu aggirata spesso, e inoltre presentava su di sé alcune lacune. La marina commerciale britannica, che già dominava il commercio mondiale, si adattò trovando nuovi mercati, in particolare nelle colonie spagnole e portoghesi in Sud America. 

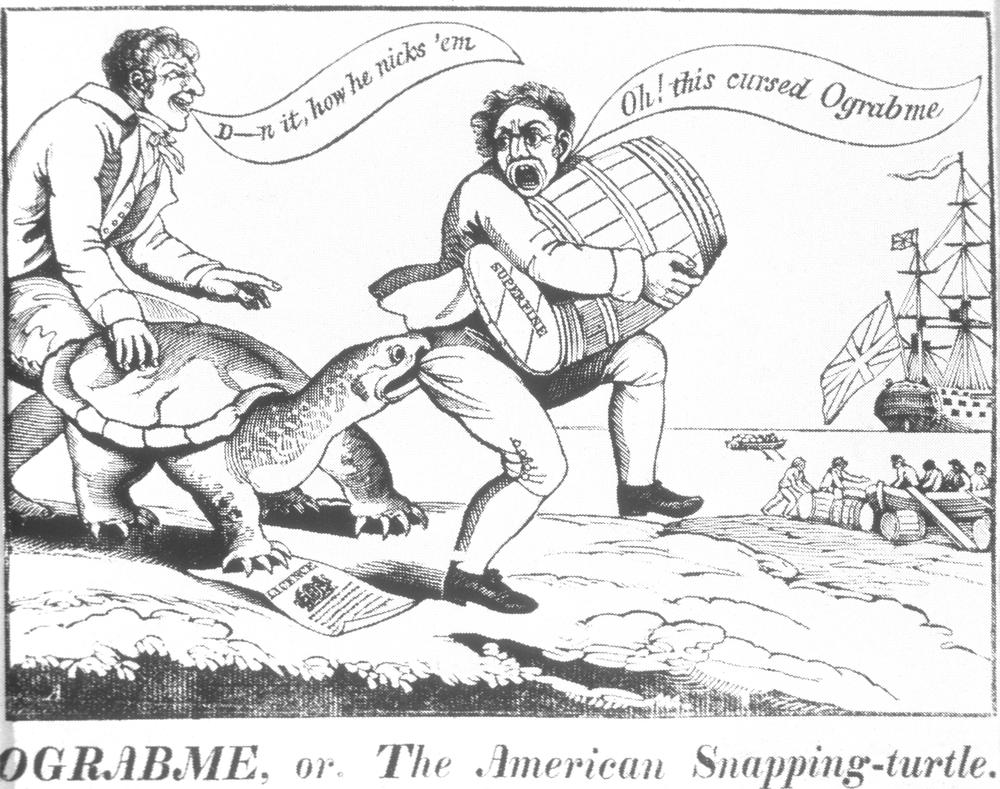
Caricatura contro l'embargo del 1807

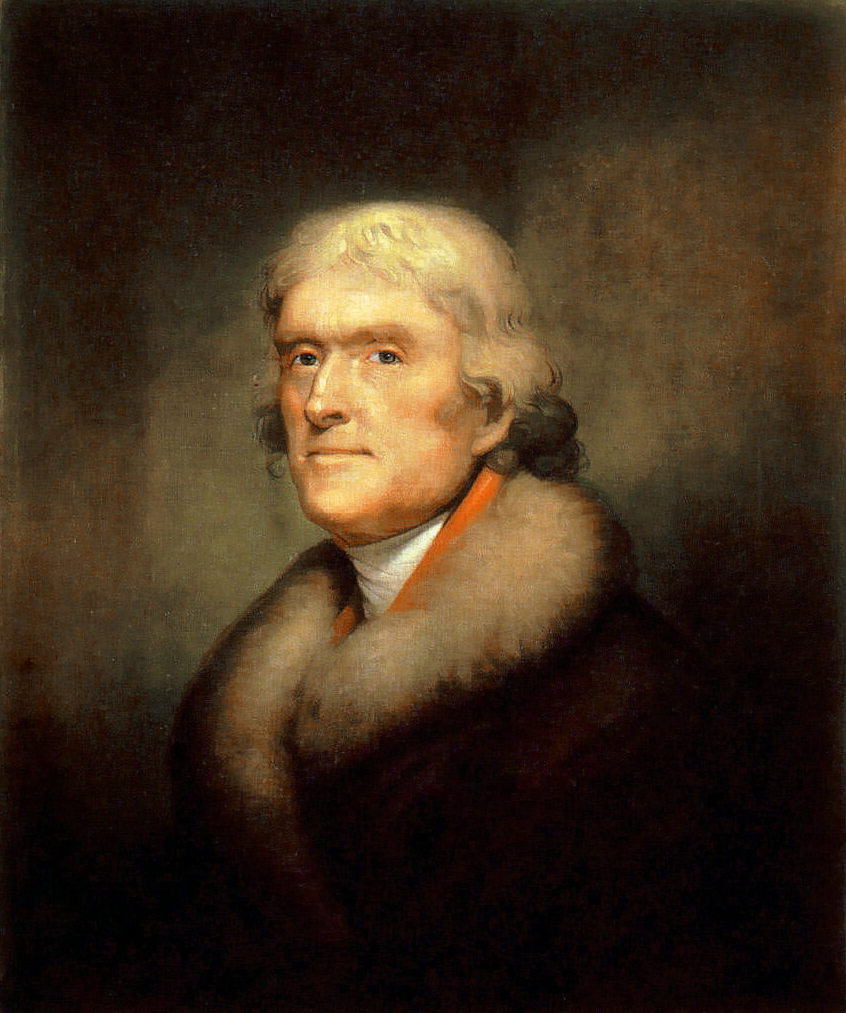
Rembrandt Peale: Ritratto di Thomas Jefferson (1805), da New York Historical Society

## Il caso Chesapeake-Leopard

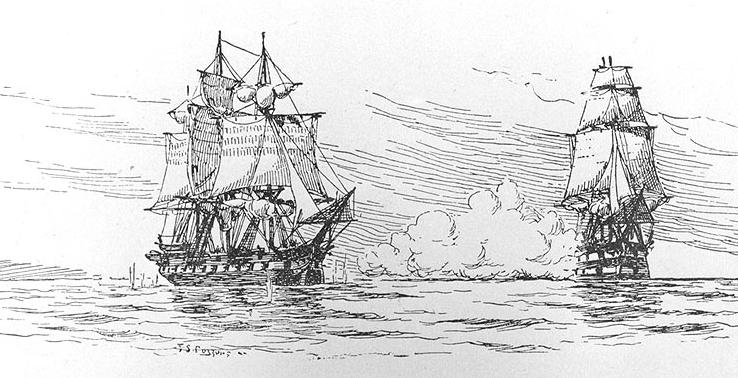
Ritratto delle due navi impegnate in quello che venne poi definito il caso Chesapeake-Leopard, la USS Chesapeake e la HMS Leopard (1807)

Il 22 giugno 1807 al largo della costa di Norfolk, in Virginia stava navigando una nave da guerra statunitense, la USS Chesapeake, al cui comando era il commodoro James Barron: appena nominato da Robert Smith a capo delle truppe statunitensi al largo del Mediterraneo, aveva visto la nave solo poche volte prima di allora.
Una fregata britannica, la HMS Leopard, comandata da Salusbury Humphreys, chiese di poter ispezionare la nave americana. Il comandante inglese era alla ricerca di marinai da reclutare. Al rifiuto convinto di Barron, Humphreys aprì immediatamente il fuoco contro la nave statunitense, mentre quest'ultima non era pronta a rispondere, riuscendoci poi una volta soltanto; quanto accaduto costò la vita a tre persone ed il ferimento di 18 marinai fra cui lo stesso Barron. Era la prima volta che non veniva  attaccata una nave commerciale ma una militare. In molti negli Stati Uniti  videro ciò come un affronto da punire con la guerra. Barron venne processato 6 mesi dopo l'accaduto per negligenza e sospeso dall'incarico per 5 anni.
In quell'occasione vi furono 4 disertori britannici ed uno di essi venne impiccato.

## Le leggi
Nel dicembre del 1807, seguendo le direttive del presidente degli Stati Uniti Thomas Jefferson, il Congresso si decise per un embargo, impedendo di fatto le esportazioni dal paese. La prima legge (alla fine furono cinque, i cosiddetti embargo acts) trattava solo delle esportazioni avvenute per vie marittime e solo poche imbarcazioni autorizzate potevano lasciare i porti verso altre nazioni.
Il testo della prima legge fu più volte modificato nei due anni successivi (sino al 1809), aggiungendo il divieto di trasporto via terra verso il nord (nel Canada)
La fine dell'embargo totale arrivò poco prima che il mandato del presidente finisse, con il Nonintercourse Act, che limitò la sanzione solamente a due dei paesi coinvolti nel conflitto bellico europeo: la Gran Bretagna e la Francia. Il commercio poteva dunque riprendere con gli altri paesi. Anche questa legge si rivelò di difficile applicazione portando ad un'evoluzione della precedente, la Macon's Bill N.2, del maggio 1810.
Questa nuova legge trovò in Napoleone Bonaparte un inaspettato appoggio: infatti prevedeva che se una delle due potenze colpite dall'embargo rinunciasse alla belligeranza verso gli Stati Uniti, la passata legge (e quindi il divieto di attracco) sarebbe valsa solo con l'altra nazione; la Francia revocò ogni restrizione e quindi la legge rimase in vigore solo contro l'impero Britannico.

## Effetti
Confrontando i prezzi dei beni particolarmente colpiti dalle leggi sull'embargo si riscontrano aumenti considerevoli:
| Bene                          | Prezzo 1807 | Prezzo 1808 |
| ----------------------------- | ----------- | ----------- |
| Grano (prezzo per bushel)     | 1,33        | 1,00        |
| Lana (prezzo per libbra)      | 0,21        | 0,14        |
| Tabacchi (prezzo al quintale) | 6,75        | 3,25        |

I danni per il commercio con l'estero furono enormi:
- Le esportazioni degli Stati Uniti passarono da 108.343.150 dollari del 1807 a 22.430.960 dollari nel 1808.
- Le importazioni degli Stati Uniti scesero da 138.500.000 dollari del 1807 a 56.990.000 dollari nel 1808.
- Le entrate doganali diminuirono da 16.000.000 dollari del 1807 a poche migliaia di dollari nel 1808.[7]

L'embargo provocò più danni in patria che ai paesi a cui erano rivolti i provvedimenti. Si verificò una depressione sociale e l'allontanamento affettivo che si aveva nei confronti del presidente Jefferson, orientando la prossima elezione verso i federalisti (nel 1808).

## Critiche
Gli storici hanno criticato le scelte del Congresso, definendo il tutto come legislazione repressiva e draconiana, considerato il tempo di pace.
All'epoca dei fatti, ad opporsi strenuamente all'applicazione dell'embargo fu Albert Gallatin (1761 – 1849), segretario al tesoro, che contestò a Jefferson l'utilità pratica di tale legge.